# ㅏ

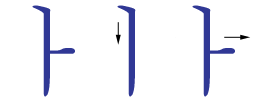
筆順

ㅏは、ハングルを構成する母音字母のひとつ。呼称はア（아）。15番目の字母（『訓蒙字会』以降は母音字母としては1番目、『訓民正音』当時は最初の「ㆍ」から5番目）である。

## 音声
音素は/a/で表される。非円唇の広母音として前舌母音[a]と後舌母音[ɑ]の中間ぐらいの音を表す（非円唇後舌広母音とされることもある）。[A]と表記できる。簡略音声表記では[a]が使われることが多い。

## 沿革
『訓民正音』の中声字において人を象る「ㅣ」と天を象る「ㆍ」によって構成され、ㆍが外側に位置することにより天から始まる陽母音の初出字に分類される。世宗序では「如覃字中聲」と規定されている。
その名称は『訓蒙字会』（1527年）でア（아、阿）とされた。

## 造字
- 中性母音の字母と組み合わされてㅐ [ɛ]が作られる（ㅏ + ㅣ）。
- 同じ陽母音の初出字の後についてㅘ [wa]を作る（ㅗ + ㅏ）。
- 上記の2つの字母との組み合わせでㅙ [wɛ]が作られる（ㅗ + ㅏ + ㅣ）。

## ラテン文字転写
文化観光部2000年式、マッキューン＝ライシャワー式ともにaと表記される。

## 文字コード
| 名称               | 種類   | コード | HTML実体参照コード | 表示 |
| HANGUL LETTER A    | 単体   | U+314F | &#12623;           | ㅏ   |
| HANGUL JUNGSEONG A | 中声用 | U+1161 | &#4449;            | ᅡ     |